# ارنست ماریشکا
ارنست ماریشکا (انگلیسی: Ernst Marischka؛ ۲ ژانویهٔ ۱۸۹۳ – ۱۲ مهٔ ۱۹۶۳) کارگردان، فیلم‌نامه‌نویس، تهیه‌کننده فیلم، هنرپیشه و پدیدآور اهل اتریش بود.
وی فیلم‌نامه‌نویس فیلم‌هایی همچون نغمه‌های جاویدان، والس‌های وینی و قلبم تو را می‌خواند (نسخهٔ فرانسوی) و قلبم تو را می‌خواند (نسخهٔ آلمانی) بوده است.